# Tetraponera rufonigra
Tetraponera rufonigra is een mierensoort uit de onderfamilie van de Pseudomyrmecinae. De wetenschappelijke naam van de soort is voor het eerst geldig gepubliceerd in 1851 door Jerdon.